# Fjodor Wassiljewitsch Kudrjaschow
Fjodor Wassiljewitsch Kudrjaschow (russisch Фёдор Васильевич Кудряшов; englisch Fyodor Kudryashov; * 5. April 1987 in Mamakan, Oblast Irkutsk, Russische SFSR, Sowjetunion) ist ein ehemaliger russischer Fußballspieler.

## Karriere
Der Abwehrspieler spielte von 2003 bis 2004 für Sibirjak Bratsk in der drittklassigen 2. Division. 2005 wurde er von Spartak Moskau aus der russischen Premjer-Liga unter Vertrag genommen und wurde mehrmals verliehen. 2012 wurde Kudrjaschow von Terek Grosny verpflichtet. 2016 wechselte er zum FK Rostow.
Nachdem er ab dem Sommer 2017 für eineinhalb Spielzeiten für Rubin Kasan tätig gewesen war, wurde er in der Wintertransferperiode 2018/19 vom türkischen Erstligisten Istanbul Başakşehir FK verpflichtet. 2020 wechselte er zum türkischen Erstligisten Antalyaspor, wo er bis 2023 blieb. Als letzte Station vor seinem Karriereende wählte er FK Fakel Woronesch aus. Dann beendete er seine Karriere im Alter von 36 Jahren.

## Nationalmannschaft
Kudrjaschow gab sein Debüt für die russische Nationalmannschaft am 31. August 2016 im Freundschaftsspiel gegen Türkei, das 0:0 endete. Zur Fußball-Europameisterschaft 2021 wurde er in den Kader Russlands berufen, kam aber mit diesem nicht über die Gruppenphase hinaus. Nach der EM beendete er seine Karriere. 